# 妙覚寺 (勝浦市)
妙覚寺（みょうかくじ）は、千葉県勝浦市にある、日蓮宗の本山（由緒寺院）。日蓮最初の開基寺院。山号は広栄山。

## 歴史
1264年（文永元年）、日蓮は興津領主佐久間兵庫頭重貞の招きにより、興津城内の持仏堂にて10日間の説法を行った（日蓮聖人10日間説法の霊場）。このとき重貞は日蓮に深く帰依し持仏堂を寄進し妙覚寺と号した。翌1265年（文永2年）ごろに興津一帯に疫病が流行した際、日蓮が白布に南無妙法蓮華経の題目をしたため、船に曳かせて題目を唱えたところ、疫病が収まったと伝えられている。同年、重貞は子の長寿麿（後の美作房日保）を日蓮の弟子として出家させ、重貞の弟の竹寿麿（後の寂日房日家）も出家したという。
現住は80世・村田日浄貫首（鴨川市多門寺より晋山）。通師堀之内法縁。

## 伽藍
- 仁王門（山門） - 1839年（天保10年）建立
- 本堂 - 1817年（文化14年）建立
- 鐘楼堂

### 文化財（建造物以外）
- 金箔文字法華経
- 本堂向拝蟇股 - 嶋邑清兵衛作といわれている。
- 木造日蓮聖人坐像 -　像底に1487年（文明19年）の墨書銘あり。（布曳の祖師）
- 仙台船繋船柱 - 興津港に出入していた廻米交易船を繋留していた石柱である。

## 旧末寺
日蓮宗は昭和16年に本末を解体したため、現在では旧本山・旧末寺と呼びならわしている。
- 法輪山法蓮寺（千葉県館山市上真倉）
- 興光山蓮幸寺（千葉県館山市安布里）
- 日照山法性寺（千葉県館山市北条）
- 真田山蓮重寺（千葉県南房総市千倉町宇田）
- 妙祐山長泉寺（千葉県鴨川市和泉）
- 大和山経要寺（千葉県夷隅郡大多喜町小土呂）
- 善根山蓮要寺（千葉県夷隅郡大多喜町下大多喜）
- 常光山林昌寺（千葉県夷隅郡大多喜町松尾）
- 醍醐山妙典寺（千葉県安房郡鋸南町勝山）
- 妙法山法華寺（千葉県南房総市富浦町原岡）
  - 法華寺 末：荘厳山釈迦寺（千葉県南房総市富浦町多田良）
- 東光山善栄寺（千葉県勝浦市興津）
- 厳長山釈迦本寺（千葉県勝浦市興津）
- 上野山妙久寺（千葉県勝浦市上植野）
- 千部山寂光寺（千葉県勝浦市名木）
- 興光山大聖寺（千葉県勝浦市浜行川）
  - 大聖寺 末：日出山久成寺（千葉県勝浦市大沢）
- 大法山報國寺（千葉県勝浦市大森）
- 常厳山長遠寺（千葉県勝浦市中里）
- 富永山妙福寺（千葉県勝浦市植野）
- 福聚山慈眼寺（千葉県勝浦市植野）
- 妙法華山龍蔵寺（千葉県勝浦市法華）
- 長耀山大法寺（千葉県勝浦市南山田）
- 東融山妙蓮寺（長崎県佐世保市宇久町平）